# Calligonum klementzii
Calligonum klementzii là một loài thực vật có hoa trong họ Rau răm. Loài này được Losinsk. mô tả khoa học đầu tiên năm 1927.